# Roberto Carlos Sosa
Roberto Carlos Sosa (Santa Rosa, La Pampa, 24 de enero de 1975) es un exjugador de fútbol argentino. Se inició en las divisiones inferiores de All Boys de Santa Rosa y a los 20 años continuó en las inferiores del Club de Gimnasia y Esgrima La Plata. Se retiró de la actividad profesional en el año 2011 jugando en el Fútbol de Suiza.

## Trayectoria
Vistiendo la camiseta de Gimnasia y Esgrima La Plata vivió los mejores momentos de su carrera. Se consagró goleador del Torneo Clausura 1998, con 17 tantos, acto que lo llevó a vestir la camiseta de la selección nacional en el año 1999.
Después de esa campaña fue transferido al Udinese de Italia por 5,8 millones de dólares, club en el que estuvo hasta mediados de 2002. 
Regresó a la Argentina para reemplazar a Martín Palermo en Boca Juniors, donde apenas disputó 7 partidos sin convertir ningún gol. Se quedó en el país para jugar la segunda mitad de la temporada en Gimnasia y en 15 partidos, hizo 2 goles. 
En la temporada 2003-2004 jugó los primeros seis meses en el Ascoli -17 partidos y 4 goles-, y los otros seis lo hizo en el Messina totalizando 21 encuentros con 5 anotaciones. 
A mediados de 2004 llegó al Napoli, cuando el equipo celeste estaba en la Serie C1; Sosa fue el último jugador en vestir la camiseta N.º 10 del Napoli, antes que el club decidiera retirar ese dorsal en homenaje a Diego Armando Maradona. En el 2008 dejó al Napoli, ya en la Serie A, para volver a vestir la camiseta de Gimnasia junto con otras glorias del club como Chirola Romero, Gastón Sessa y Diego Alonso, entre otros. 
A pesar de no tener una buena temporada, ayudó a Gimnasia a salvarse del descenso directo a la Primera B Nacional. En la temporada 2009/2010, Sosa no fue tenido muy en cuenta por los entrenadores de Gimnasia, jugando solamente en 8 partidos, sin marcar goles. 
En agosto de 2010, el futbolista firmó contrato con el Sanremese, de la serie C2 de Italia.  
En febrero de 2011 decidió ir a jugar a Suiza en el FC Rapperswil-Jona de la tercera división; retirándose al final de la temporada.
Se retiró del profesionalismo en julio del 2011 jugando en Suiza, actualmente se desempeña como comentarista en la cadena de televisión RAI cubriendo los partidos del Napoli.

## Estadísticas

### Como jugador
| Club                                  | Div.                | Temporada           | Liga(1) | Liga(1) | Copas nacionales(2) | Copas nacionales(2) | Torneos internacionales(3) | Torneos internacionales(3) | Total | Total | Media goleadora |
| Club                                  | Div.                | Temporada           | Part.   | Goles   | Part.               | Goles               | Part.                      | Goles                      | Part. | Goles | Media goleadora |
| ------------------------------------- | ------------------- | ------------------- | ------- | ------- | ------------------- | ------------------- | -------------------------- | -------------------------- | ----- | ----- | --------------- |
| Gimnasia y Esgrima La Plata Argentina | 1.ª                 | 1995-96             | 9       | 5       | —                   | —                   | —                          | —                          | 9     | 5     | 0,55            |
| Gimnasia y Esgrima La Plata Argentina | 1.ª                 | 1996-97             | 36      | 10      | —                   | —                   | 0                          | 0                          | 36    | 10    | 0,27            |
| Gimnasia y Esgrima La Plata Argentina | 1.ª                 | 1997-98             | 20      | 17      | —                   | —                   | 0                          | 0                          | 20    | 17    | 0,85            |
| Gimnasia y Esgrima La Plata Argentina | 1.ª                 | 2002-03             | 15      | 2       | —                   | —                   | 6                          | 1                          | 21    | 3     | 0,14            |
| Gimnasia y Esgrima La Plata Argentina | 1.ª                 | 2008-09             | 8       | 2       | —                   | —                   | —                          | —                          | 8     | 2     | 0,25            |
| Gimnasia y Esgrima La Plata Argentina | 1.ª                 | 2009-10             | 8       | 0       | —                   | —                   | 0                          | 0                          | 8     | 0     | 0               |
| Gimnasia y Esgrima La Plata Argentina | Total               | Total               | 96      | 36      | 0                   | 0                   | 6                          | 1                          | 102   | 37    | 0,36            |
| Boca Juniors Argentina                | 1.ª                 | 2002                | 5       | 0       | —                   | —                   | 2                          | 0                          | 7     | 0     | 0               |
| Boca Juniors Argentina                | Total               | Total               | 5       | 0       | 0                   | 0                   | 0                          | 0                          | 7     | 0     | 0               |
| Udinese Italia                        | 1.ª                 | 1998-99             | 29      | 11      | 4                   | 3                   | 2                          | 0                          | 35    | 14    | 0,40            |
| Udinese Italia                        | 1.ª                 | 1999-00             | 30      | 6       | 1                   | 0                   | 6                          | 3                          | 36    | 9     | 0,25            |
| Udinese Italia                        | 1.ª                 | 2000-01             | 30      | 15      | 4                   | 0                   | 10                         | 6                          | 40    | 21    | 0,52            |
| Udinese Italia                        | 1.ª                 | 2001-02             | 15      | 2       | 3                   | 0                   | 0                          | 0                          | 18    | 2     | 0,11            |
| Udinese Italia                        | Total               | Total               | 104     | 34      | 12                  | 3                   | 10                         | 6                          | 130   | 48    | 0,36            |
| Ascoli Italia                         | 2.ª                 | 2003-04             | 17      | 4       | 0                   | 0                   | —                          | —                          | 17    | 4     | 0,23            |
| Ascoli Italia                         | Total               | Total               | 17      | 4       | 0                   | 0                   | 0                          | 0                          | 17    | 4     | 0,23            |
| Messina Italia                        | 2.ª                 | 2004                | 21      | 5       | —                   | —                   | —                          | —                          | 21    | 5     | 0,23            |
| Messina Italia                        | Total               | Total               | 21      | 5       | —                   | —                   | —                          | —                          | 21    | 5     | 0,23            |
| Napoli Italia                         | C.1                 | 2004-05             | 21      | 8       | 4                   | 2                   | 0                          | 0                          | 25    | 10    | 0,40            |
| Napoli Italia                         | C.1                 | 2005-06             | 31      | 6       | 4                   | 2                   | 0                          | 0                          | 35    | 8     | 0,22            |
| Napoli Italia                         | 2.ª                 | 2006-07             | 32      | 6       | 3                   | 0                   | 0                          | 0                          | 35    | 6     | 0,17            |
| Napoli Italia                         | 1.ª                 | 2007-08             | 12      | 6       | 4                   | 0                   | 0                          | 0                          | 16    | 6     | 0,37            |
| Napoli Italia                         | Total               | Total               | 98      | 26      | 15                  | 4                   | 0                          | 0                          | 111   | 30    | 0,27            |
| Sanremese Italia                      | C.1                 | 2010-11             | 8       | 2       | 0                   | 0                   | 0                          | 0                          | 8     | 2     | 0,25            |
| Sanremese Italia                      | Total               | Total               | 8       | 2       | 0                   | 0                   | 0                          | 0                          | 8     | 2     | 0,25            |
| FC Rapperswil-Jona Suiza              | C                   | 2011                | 24      | 3       | 0                   | 0                   | 0                          | 0                          | 24    | 3     | 0,12            |
| FC Rapperswil-Jona Suiza              | Total               | Total               | 24      | 3       | 0                   | 0                   | 0                          | 0                          | 24    | 3     | 0,12            |
| Total en su carrera                   | Total en su carrera | Total en su carrera | 373     | 110     | 27                  | 7                   | 18                         | 7                          | 420   | 129   | 0,30            |

### Como entrenador
| Club                               | País      | Año       |
| ---------------------------------- | --------- | --------- |
| A.S.D. Sorrento 1945               | Italia    | 2014-2015 |
| A.S.D. Unione Sportiva Savoia 1908 | Italia    | 2015-2016 |
| CS Vultur Rionero                  | Italia    | 2016-2017 |
| Cañuelas Fútbol Club               | Argentina | 2018-2019 |
| Club Atlético Ciclón               | Bolivia   | 2020      |